# Вибори в Нідерландах
Вибори в Нідерландах проводяться на п’яти територіальних рівнях влади: Європейському Союзі, штаті, дванадцяти провінціях, 21 водному правлінні та 344 муніципалітетах (і трьох державних органах у Карибських Нідерландах). Окрім виборів, час від часу проводилися також референдуми, але у 2018 році їх вилучили із закону. Результати останніх національних виборів і огляд результатів розподілу місць і коаліцій після Другої світової війни показані внизу цієї сторінки.
На національному рівні законодавча влада належить Генеральним штатам (Staten-Generaal), які є двопалатними. Палата представників (Tweede Kamer) складається з 150 членів, які обираються на чотири роки за пропорційною системою. Вибори також призначаються після розпуску Палати представників. Усі вибори є прямими, за винятком Сенату (Eerste Kamer), який складається з 75 членів, які обираються на чотирирічний термін радниками провінції на основі пропорційного представництва на виборах у провінції.
У Нідерландах існує багатопартійна система з численними партіями, в яких зазвичай жодна партія ніколи не отримує повної більшості голосів (за винятком дуже невеликих муніципалітетів, таких як Тубберген), тому кілька партій повинні співпрацювати для формування коаліційного уряду. Зазвичай це включає партію, яку підтримує більшість виборців, за винятком лише трьох випадків після Другої світової війни, у 1971, 1977 та 1982 роках, коли Лейбористська партія (PvdA) була найбільшою партією, але не брала участі в коаліції.

## Термін
Максимальний термін повноважень парламенту становить п'ять років, а вибори зазвичай проводяться через чотири роки після попередніх. Чергові вибори, тобто після завершення повноважень Палати представників, відбуваються в березні. Якщо муніципальні або провінційні вибори вже відбуваються в березні того ж року, парламентські вибори переносяться на травень. Вибори заплановані на весну, щоб переконатися, що новий кабінет буде сформовано вчасно, щоб представити свої плани в найважливіший день голландського парламенту, Prinsjesdag. Якщо Палата представників розпущена через серйозний конфлікт між Палатою представників і кабінетом або всередині кабінету, дострокові вибори проводяться якнайшвидше, зазвичай через два місяці, щоб дати сторонам час підготуватися. Термін повноважень наступної палати може бути скорочений або продовжений майже на рік, щоб забезпечити проведення наступних нормальних виборів у березні або травні.
Муніципальні та провінційні вибори завжди відбуваються кожні чотири роки, у березні; муніципальні вибори завжди проводяться через два роки після року, що ділиться на чотири, а провінційні вибори через рік після муніципальних виборів. Муніципальні ради та провінції штатів не можуть бути розпущені, тому позачергові вибори не можуть відбутися. Виняток із чотирирічного терміну пов’язаний із злиттям двох або більше муніципалітетів і проведення нових виборів для об’єднаного муніципалітету.

## Прийнятність
Кожен громадянин Нідерландів, якому виповнилося 18 років, має право голосувати (actief kiesrecht, або «активне виборче право») або балотуватися на виборах членом Палати представників (passief kiesrecht, або «пасивне виборче право»). Помітним винятком є муніципальні вибори, на яких можуть бути обрані особи молодше 18 років, хоча вони не можуть займати свої місця до свого 18-річчя. Крім того, для муніципальних виборів необов’язково бути голландцем; резиденти, які є громадянами іншої країни ЄС, також мають право голосу, а також громадяни інших країн, які проживали (легально) у Нідерландах протягом п’яти років. Хтось може бути позбавлений цих прав, якщо він психічно нездатний зробити обґрунтований вибір або втратив право голосу за вироком суду. За два тижні до виборів усі виборці отримують картку, яка є підтвердженням того, що вони мають право голосу, і цю картку необхідно здати на виборчій дільниці перед голосуванням. Голосування не є обов'язковим. Обов'язкове голосування було запроваджено разом із загальним виборчим правом у 1917 році, але воно було скасовано у 1967 році.

## Система
Палата представників обирається за відкритою партійною системою пропорційного представництва.

## Вибори

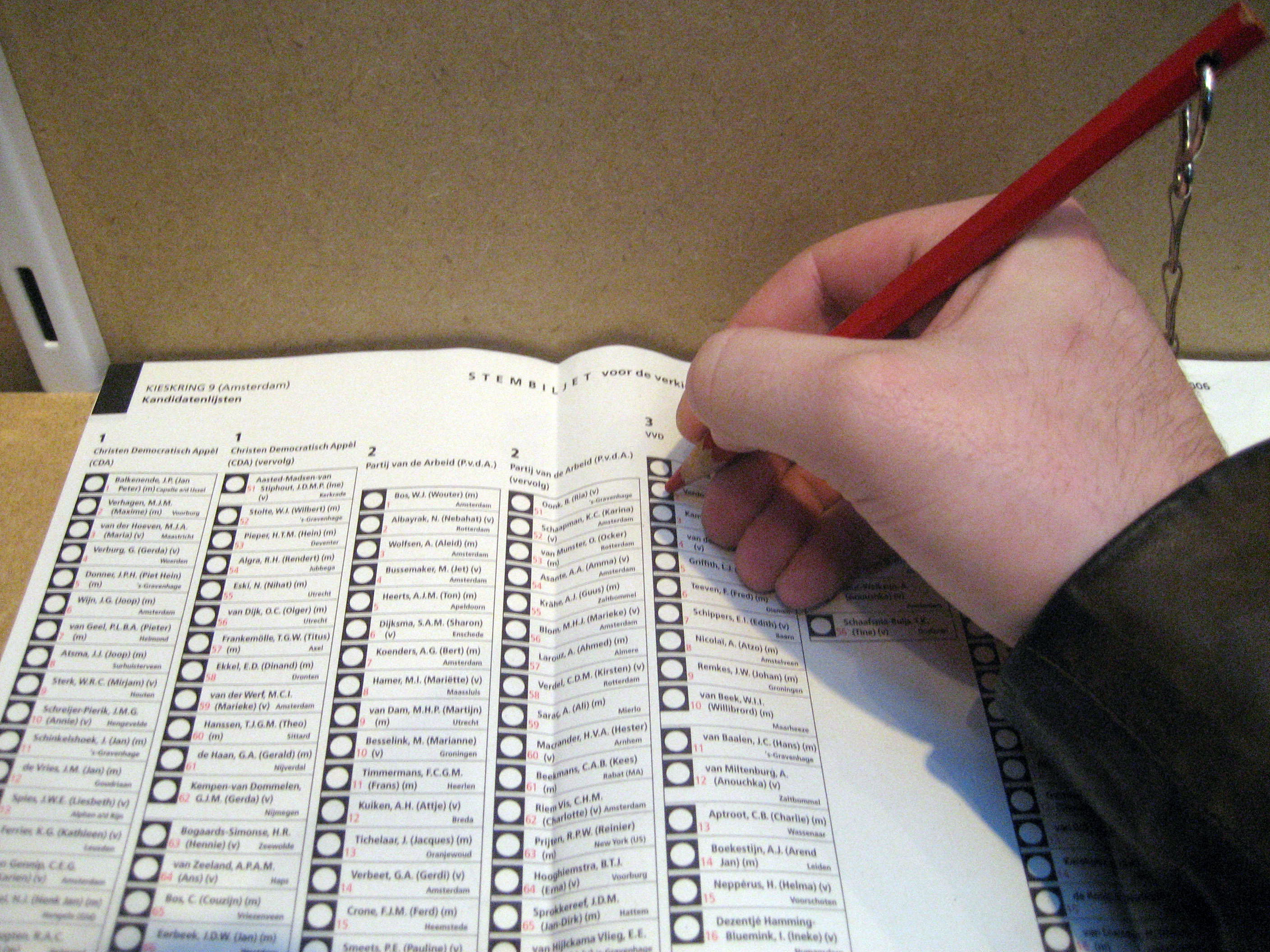
Голосування за допомогою «папіру та червоного олівця»: виборець відмісає квадрат перед прізвищем обраного кандидата

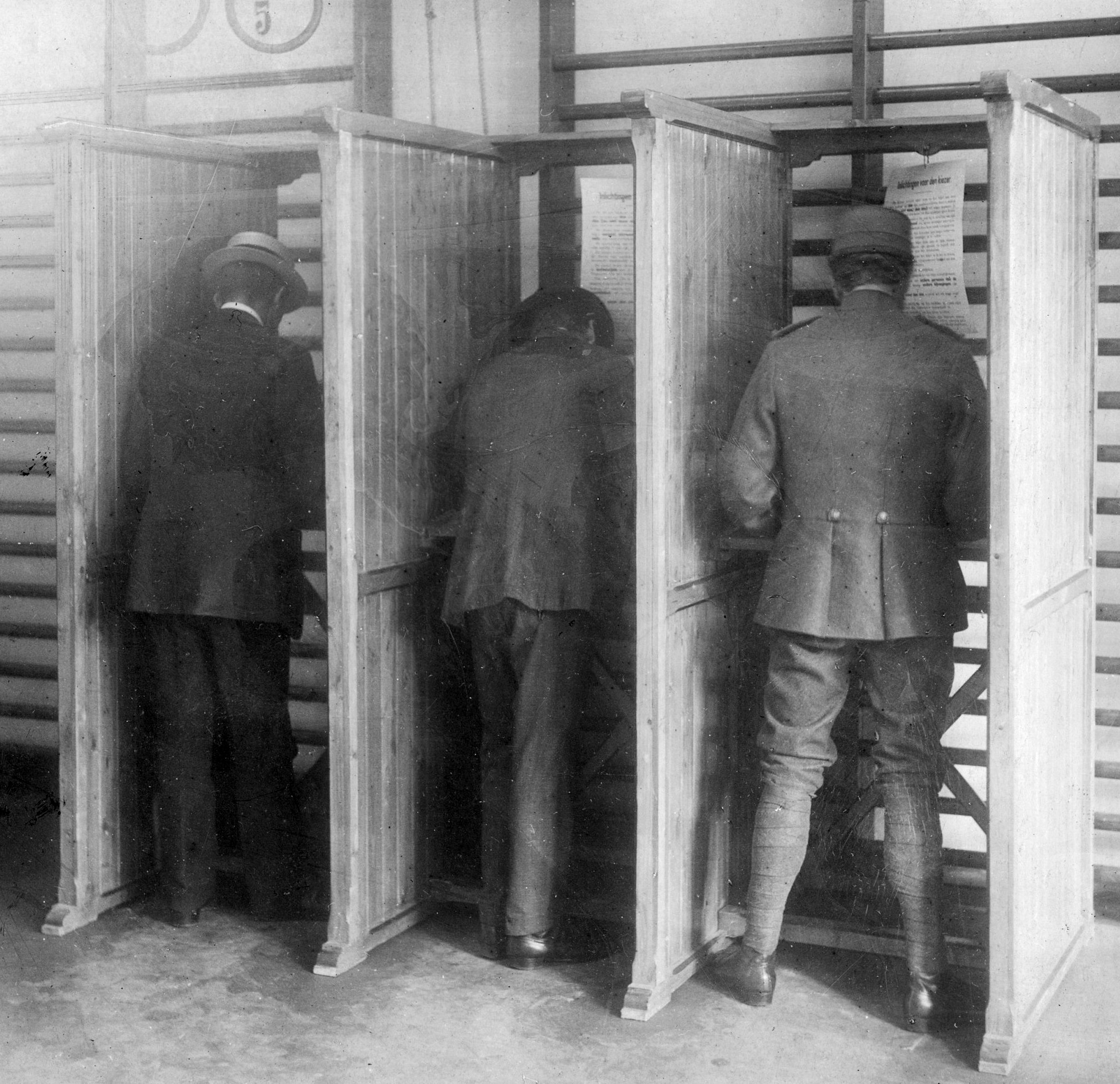
Голосування на голландських виборах у 1918 році

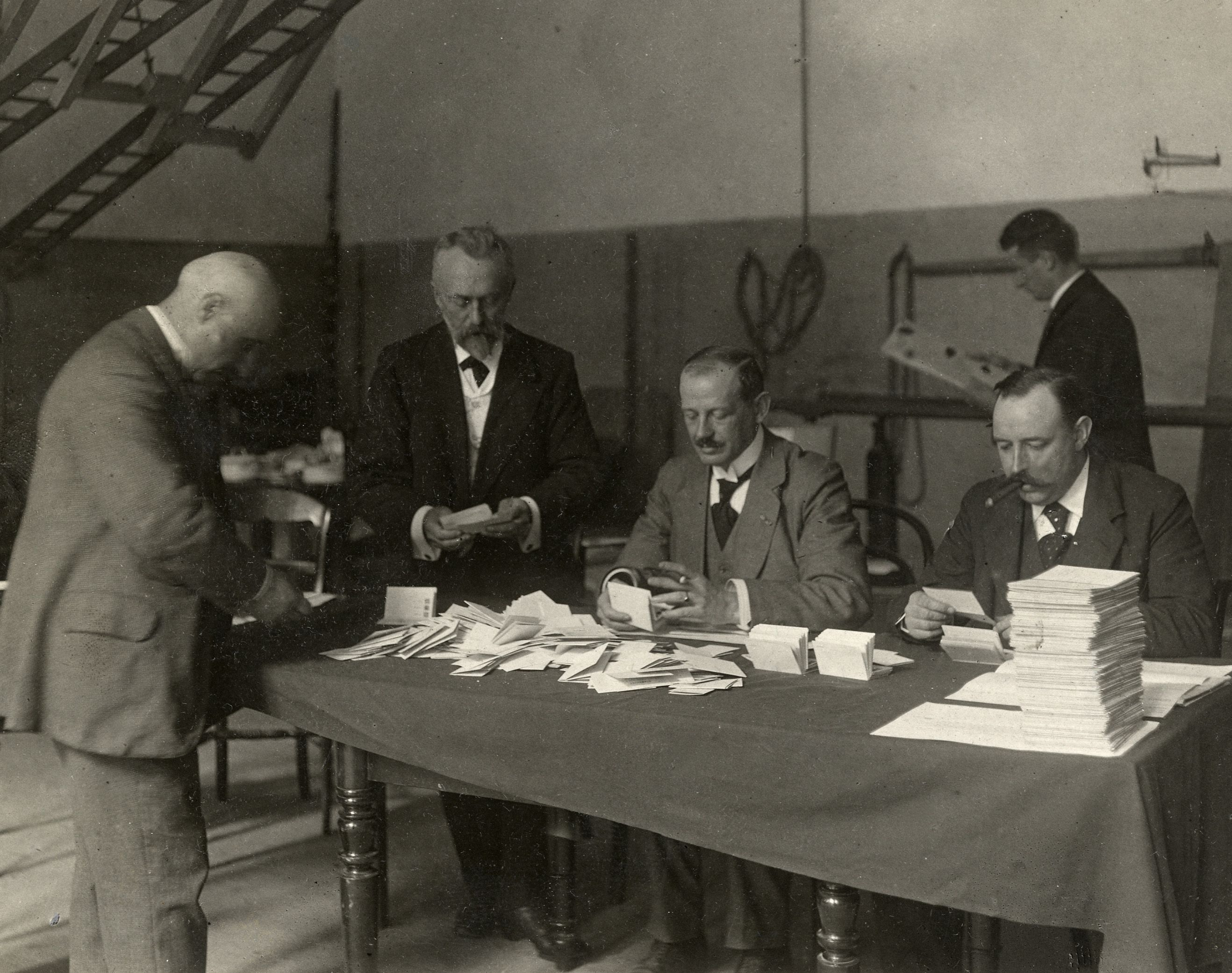
Підрахунок голосів на виборах у Нідерландах у 1913 році

Для всіх виборів опитування організовується на основі муніципалітетів. У кожному муніципалітеті є кілька дільниць для голосування, зазвичай у комунальних будівлях, таких як церкви, школи, а останнім часом і на залізничних станціях. Існує дві різні системи: використання картки заклику до голосування (oproepkaart) або пропуску для голосування (stempas). За допомогою oproepkaart виборці можуть проголосувати за допомогою цієї картки лише на найближчій виборчій дільниці або, у разі втрати, посвідчення особи. За допомогою stempas користувачі можуть голосувати на будь-якій дільниці свого муніципалітету, але повинні мати при собі перепустку. У разі втрати можна вимагати заміну, але лише за кілька днів до виборів. Стемпаса (іншого типу) також можна попросити проголосувати в іншому муніципалітеті.
Громадяни Нідерландів, які проживають за кордоном, можуть голосувати, зареєструвавшись заздалегідь, а потім використавши голосування поштою. Результати підраховуються муніципалітетом Гааги та включаються у власні результати. У 2006 році вони могли голосувати через Інтернет за допомогою Інтернет-виборчої системи Rijnland, але в 2008 році занепокоєння безпекою призвели до закону про заборону голосування через Інтернет.

## Післявибори
Виборчі дільниці закриваються о 21:00, голоси підраховуються негайно. Під час національних виборів перші результати зазвичай надходять протягом перших п’яти хвилин після закриття виборчих дільниць (з муніципалітетів з найменшою кількістю жителів, Схіермоннікуг і Ренсвауде). Остаточні результати зазвичай відомі близько опівночі та напівофіційно оголошуються наступного ранку, після чого розподіляються 150 місць. Проте перерахунок голосів протягом наступних днів іноді призводить до незначних зсувів у розподілі місць.

## Референдуми
З 1 липня 2015 року більшість законів можуть бути винесені на консультативний референдум після їх схвалення за запитом 300 000 осіб.
До цієї дати в принципі в законі не було постійного положення про референдум. Проте з 2002 по 2005 рік діяв Закон про тимчасовий референдум, який дозволяв проводити необов’язкові референдуми, відомі нідерландською як Volksraadpleging («Народні консультації»), для законів, уже схвалених Палатою представників. За цим законом референдум не призначався.
Для проведення референдуму 2005 року щодо Договору про створення Конституції для Європи був тимчасово прийнятий інший закон. Цей референдум став першим національним референдумом у Нідерландах після референдуму 1805 року в Батавській Республіці, і він став результатом ініціативної пропозиції парламентаріїв Фарах Карімі (GroenLinks), Ніско Дуббельбоера (Лейбористська партія) і Бориса ван дер Хама (Демократи 66).

## Інші вибори

### Водні ради
Вибори до водних рад мають певну схожість з іншими виборами, згаданими вище, але також мають деякі характерні відмінності. Подібно до муніципальних виборів, існують національні партії та місцеві партії, а система партійних списків використовується з пропорційним представництвом. Жителі віком від 18 років можуть голосувати, а вибори проводяться кожні чотири роки.

### Острівні ради
Вибори до острівних рад для спеціальних муніципалітетів Бонайре, Сінт-Естатіус і Саба відбуваються в ту саму дату, що й провінційні вибори вперше в 2015 році.